# Допомога розвитку
Допомога розвитку – це вид іноземної/міжнародної/закордонної допомоги, що надається урядами та іншими установами для підтримки економічного, екологічного, соціального та політичного розвитку країн, що розвиваються. До тісно пов’язаних понять належать: допомога розвитку, допомога розвитку, офіційна допомога розвитку, політика розвитку, співпраця розвитку та технічна допомога. Вона відрізняється від гуманітарної допомоги тим, що спрямована на стійке покращення умов у країні, що розвивається, а не на короткострокову допомогу. Таким чином, допомога на розвиток широко розглядається як основний спосіб досягти Цілі сталого розвитку 1 (повсюди покінчити з бідністю в усіх її формах) для країн, що розвиваються. Допомога може бути двосторонньою: надаватися з однієї країни безпосередньо іншій; або він може бути багатостороннім: надається країною-донором міжнародній організації, такій як Світовий банк або агентства ООН (ПРООН, ЮНІСЕФ, ЮНЕЙДС тощо), які потім розподіляють його серед країн, що розвиваються. Наразі ця частка становить близько 70% двосторонніх і 30% багатосторонніх.
Близько 80% допомоги, виміряної ОЕСР, надходить з державних джерел як офіційна допомога розвитку (ОДР). Решта приблизнтф о 20% надходять від окремих осіб, підприємств, благодійних фондів або НУО (наприклад, Оксфам ). Більшість допомоги на розвиток надходить із західних промислово розвинених країн, але деякі бідніші країни також надають допомогу. Допомога на розвиток зазвичай не розуміється як така, що включає грошові перекази, отримані від мігрантів, які працюють або живуть у діаспорі — навіть якщо вони утворюють значну суму міжнародних переказів, — оскільки одержувачами грошових переказів зазвичай є окремі особи та сім’ї, а не офіційні проекти та програми. Деякі уряди також включають військову допомогу в поняття «іноземна допомога», хоча міжнародна спільнота зазвичай не розглядає військову допомогу як допомогу розвитку.

## Споріднені терміни
Існують різні терміни, які взаємозамінні з «допомогою розвитку» в деяких контекстах, але мають суттєво різні значення в інших.
«Допомога» — це більш загальне поняття, яке може включати гуманітарну допомогу (надзвичайну допомогу) та інші добровільні перекази, не спрямовані конкретно на розвиток. Інші вирази, що стосуються допомоги в цілому, включають «іноземну допомогу», «міжнародну допомогу» та «закордонну допомогу».
«Допомога розвитку» — це вираз, який інколи використовується для позначення допомоги, яка є більш справжньою чи ефективнішою, ніж те, що зазвичай вважається допомогою розвитку. 
«Сприняння розвитку» є синонімом слова «допомога розвитку», який часто використовують на міжнародних форумах, таких як ООН і ОЕСР. офіційна допомога розвитку (ОДР) — це допомога, що надається урядами країн-членів ОЕСР, спрямована спеціально на економічний розвиток і добробут країн із найнижчими доходами на душу населення. Він включає гуманітарну допомогу, а також допомогу розвитку в строгому значенні.

## Типи допомоги на розвиток за джерелом, каналом і одержувачем

### Допомога розвитку не в рамках ОДР
Аналіз допомоги розвитку часто зосереджується на ОДР, оскільки ОДР вимірюється систематично і, здається, охоплює більшість того, що люди вважають допомогою розвитку. Однак існують деякі важливі категорії допомоги на розвиток, які не входять до ОДР, зокрема: приватна допомога, грошові перекази, допомога менш бідним країнам та допомога від інших держав-донорів.

#### Приватна допомога розвитку
Часто розрізняють державну («офіційну») допомогу на розвиток, з одного боку, та приватну (що надходить від окремих осіб, підприємств та інвестицій благодійних фондів і часто направляється через релігійні організації та інші НУО) з іншого. Офіційна допомога може надходити від уряду до уряду, або вона може надходити через посередницькі органи, такі як агентства ООН, міжнародні фінансові установи, НУО чи інші підрядники. Таким чином, НУО зазвичай надають як офіційну, так і приватну допомогу. Допомога, про яку повідомляє ОЕСР, становить близько 80% офіційної допомоги та 20% приватної.

#### Грошові перекази
Грошові перекази — гроші, які надсилають додому іноземні робітники — можна вважати формою допомоги розвитку, хоча зазвичай це не вважають такою. За оцінками Світового банку, потоки грошових переказів до «країн, що розвиваються» у 2016 році становили 422 долари США. мільярдів, що було набагато більше, ніж загальна ОДР. Точний характер і наслідки грошових переказів залишаються спірними. Міжнародний валютний фонд повідомив, що приватні грошові перекази можуть мати негативний вплив на економічне зростання, оскільки вони часто використовуються для приватного споживання окремих осіб і сімей, а не для економічного розвитку регіону чи країни.

## Історія

### Фінансування Великобританією розвитку своїх колоній
Концепція допомоги розвитку сягає колоніальної ери на рубежі двадцятого століття, зокрема до британської політики колоніального розвитку, яка виникла в цей період. Традиційна урядова політика віддавала перевагу економіці у стилі laissez faire, коли вільний ринок капіталу та товарів диктував економічну роль, яку відігравали колонії в Британській імперії.

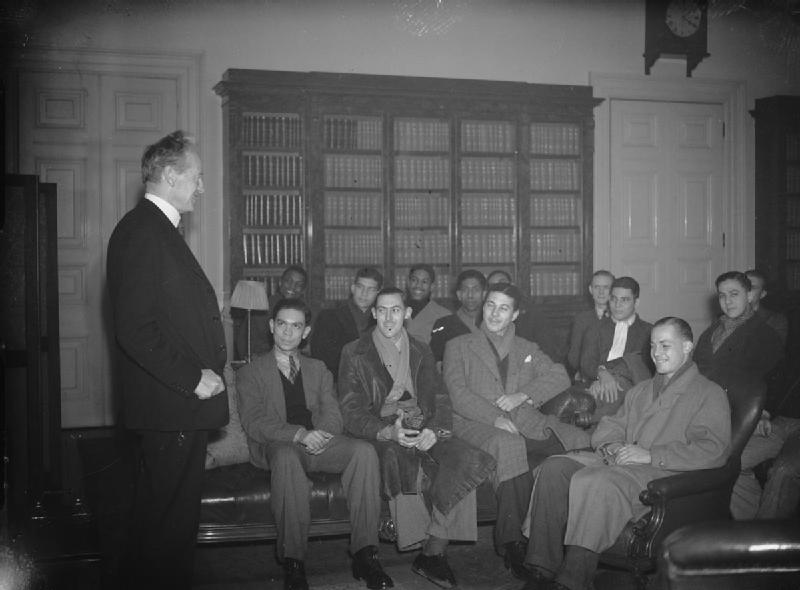
Лорд Мойн, як державний секретар у справах колоній, очолював Комітет розвитку колоній. Його зображено, як розважає ямайських новобранців для RAF.

Зміни у ставленні до моральної мети Імперії та ролі, яку міг відігравати уряд у просуванні добробуту, повільно призвели до більш проактивної політики економічної допомоги та допомоги розвитку бідним колоніям. Першим випробуванням для Великобританії стала економічна криза, яка виникла після Першої світової війни. До ухвалення Закону про розвиток колоній 1929 року Британією (та іншими європейськими колонізаторами) з їхніми територіями керувалася доктрина фінансової самодостатності. Це означало лише те, що колонії несли відповідальність за себе.

### Післявоєнна експансія

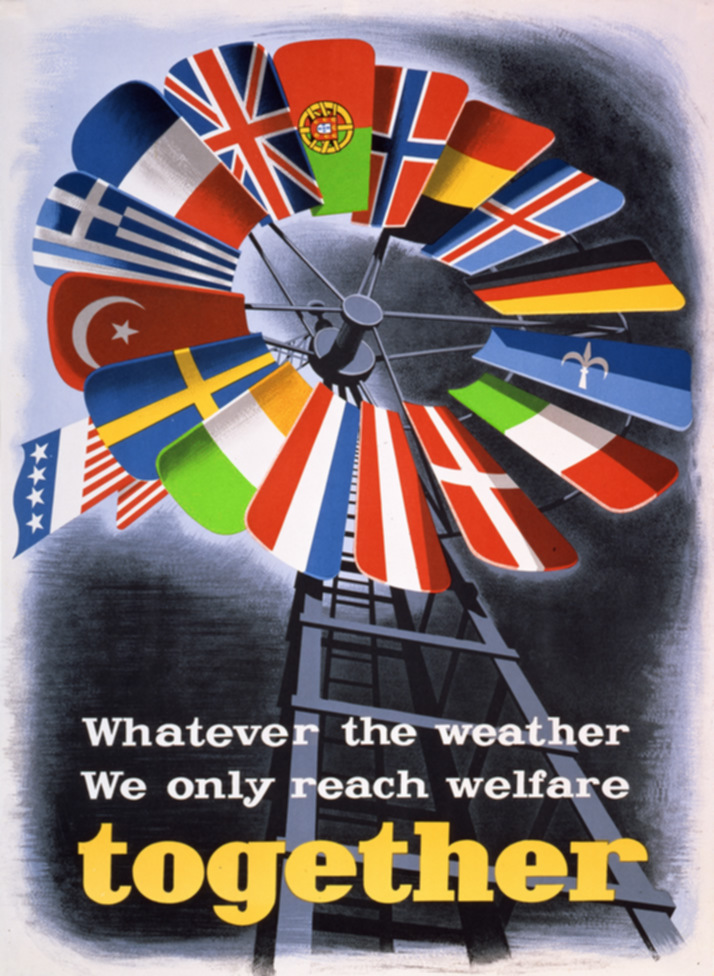
Плакат, що рекламує План Маршалла в Європі, першу великомасштабну програму розвитку. Він був розроблений, щоб підняти європейські економіки, зруйновані війною, і запобігти зростанню комуністичного впливу.

Початок сучасної допомоги розвитку бере свій початок у контексті після Другої світової війни та холодної війни. Започаткована як широкомасштабна програма допомоги Сполученими Штатами в 1948 році, Програма відновлення Європи, або План Маршалла, була спрямована на зміцнення зв’язків із західноєвропейськими державами для стримування впливу СРСР. План Маршалла, реалізований Адміністрацією економічного співробітництва (ECA), також розширив фінансування реконструкції на стратегічні частини Близького Сходу та Азії.
Хоча спочатку допомога Маршалла була запропонована Європі в цілому, Радянський Союз заборонив своїм сусідам її приймати. Це було описано як «момент істини» у поділі Європи після Другої світової війни. Радянський Союз надавав допомогу країнам  комуністичного блоку; наприклад, на утримання Польщі від плану Маршалла Сталін обіцяв кредит у 450 доларів і 200 тис. тонн зерна .
У січні 1949 року в інавгураційній промові президента США Гаррі Трумена було оголошено про розширення допомоги «нерозвиненим районам» у формі технічної допомоги Хоча основною темою промови було зміцнення вільного світу проти комунізму, у своєму четвертому пункті Трумен також звертався до мотивів співчуття та гордості за цивілізацію. «Вперше в історії людство володіє знаннями та навичками, щоб полегшити страждання цих людей».  Організація Об’єднаних Націй продовжила ініціативу США пізніше того ж року, створивши Розширену програму технічної допомоги (EPTA), щоб допомогти об’єднати кошти міжнародних донорів для технічної допомоги та розподілити їх через агентства ООН.  EPTA була попередницею ПРООН. Після цього США закликали Організацію європейського економічного співробітництва (OEEC) створити Групу сприяння розвитку (DAG), що складається з основних держав-донорів, щоб допомогти координувати їхню допомогу. Це було зроблено в січні 1960 року. Наступного року DAG прийняла «Резолюцію про спільну допомогу», пообіцявши збільшити обсяг допомоги та рівномірно розподілити завдання. Невдовзі після цього OEEC змінила OECD, яка ро зширила сферу діяльності з Європи на весь світ і приділила особливу увагу менш розвиненим країнам. DAG перетворився на Комітет сприяння розвитку (DAC). У 1960 році також було створено багатосторонню установу для надання пільгових позик для фінансування розвитку. Міжнародна асоціація розвитку (IDA) була створена як частина Світового банку (на який США та інші країни Заходу мали більший вплив, ніж на ООН). 

### Після холодної війни
Обсяг ОДР різко впав за сім-вісім років після падіння Берлінської стіни (1999-2007).
На рубежі 21-го століття відбулося значне поширення та диверсифікація донорів допомоги та неурядових організацій. До традиційних донорів у DAC приєдналися країни з економікою, що розвивається (Китай, Індія, Саудівська Аравія, Туреччина, Бразилія, Венесуела тощо), деякі з яких все ще отримують допомогу від західних країн. Багато з цих нових донорів не відчувають себе змушеними відповідати традиційним нормам донорів. Загалом вимагаючи умов у відповідь на допомогу, що означає прив’язку допомоги до закупівель товарів і послуг, вони кидають виклик традиційним стандартам допомоги розвитку.

## Обсяг допомоги розвитку
Більшість допомоги на розвиток враховується як частина офіційної допомоги на розвиток (ОДР), про яку уряди повідомляють ОЕСР. Загальний обсяг ОДР у 2018 році становив близько 150 мільярдів доларів. У тому ж році ОЕСР підрахувала, що шість-сім мільярдів доларів допомоги надали десять інших держав, включаючи Китай та Індію. Однак ці суми включають допомогу як гуманітарного характеру, так і суто допомогу розвитку. Частка допомоги розвитку в ОДР становила близько 80%.

### Найбільші країни-реципієнти
| Країна                               | доларів США, мільярди |
| ------------------------------------ | --------------------- |
| Афганістан                           | 37.6                  |
| </img> Індія                         | 18.1                  |
| </img> Ефіопія                       | 17.6                  |
| </img> В'єтнам                       | 17.4                  |
| </img> Пакистан                      | 15.8                  |
| </img> Демократична Республіка Конго | 15.6                  |
| </img> Ірак                          | 14.7                  |
| </img> Танзанія                      | 14.3                  |
| </img> Кенія                         | 13.9                  |
| </img> Сирія                         | 13.3                  |

### Найбільші країни-донори
| Країна                       | доларів США, мільярди |
| ---------------------------- | --------------------- |
| </img> Сполучені Штати       | 323                   |
| </img> Німеччина             | 188                   |
| </img> Об'єднане Королівство | 171                   |
| </img> Франція               | 115                   |
| </img> Японія                | 107                   |
| </img> Швеція                | 56                    |
| </img> Нідерланди            | 56                    |
| </img> Канада                | 47                    |
| </img> Норвегія              | 46                    |
| </img> Італія                | 42                    |

ОЕСР також перераховує країни за сумою ОДР, яку вони надають як відсоток від їх валового національного доходу. 10 найкращих країн DAC у 2020 році були такими. Шість країн досягли давньої цілі ООН щодо співвідношення ОДР/ВНД у 0,7% у 2020 році:
1. Швеція – 1,14%
2. Норвегія – 1,11%
3. Люксембург – 1,02%
4. Данія та  Німеччина – 0,73%
5. Велика Британія – 0,7%
6. Нідерланди – 0,59%
7. Франція – 0,53%
8. Швейцарія – 0,48%
9. Бельгія та  Фінляндія – 0,47%
10. Канада,  Ірландія та  Японія– 0,31%

Країни Європейського Союзу, які є членами Комітету сприяння розвитку, надали 0,42% ВНД (без урахування 19,4 мільярдів доларів США, наданих установами ЄС).

### За типом проекту

Загальний обсяг офіційної допомоги розвитку (ОДР) та інші офіційні надходження від усіх донорів на підтримку інфраструктури у 2017 році
Загальний обсяг офіційних потоків зобов’язань щодо допомоги торгівлі у 2017 році
Загальна сума виплат Офіційної допомоги розвитку (ОДР), пов’язаної з водопостачанням та санітарією, включена до державного бюджету у 2015 році
Загальний обсяг офіційної допомоги розвитку (ОДР), переданої для використання у збереженні та захисті біорізноманіття, 2017 рік
Загальний обсяг офіційної допомоги на розвиток біорізноманіття за донорами у 2017 році
Загальний обсяг офіційних зобов’язань щодо допомоги торгівлі за донорами у 2015 році

## Обговорювана ефективність і вплив

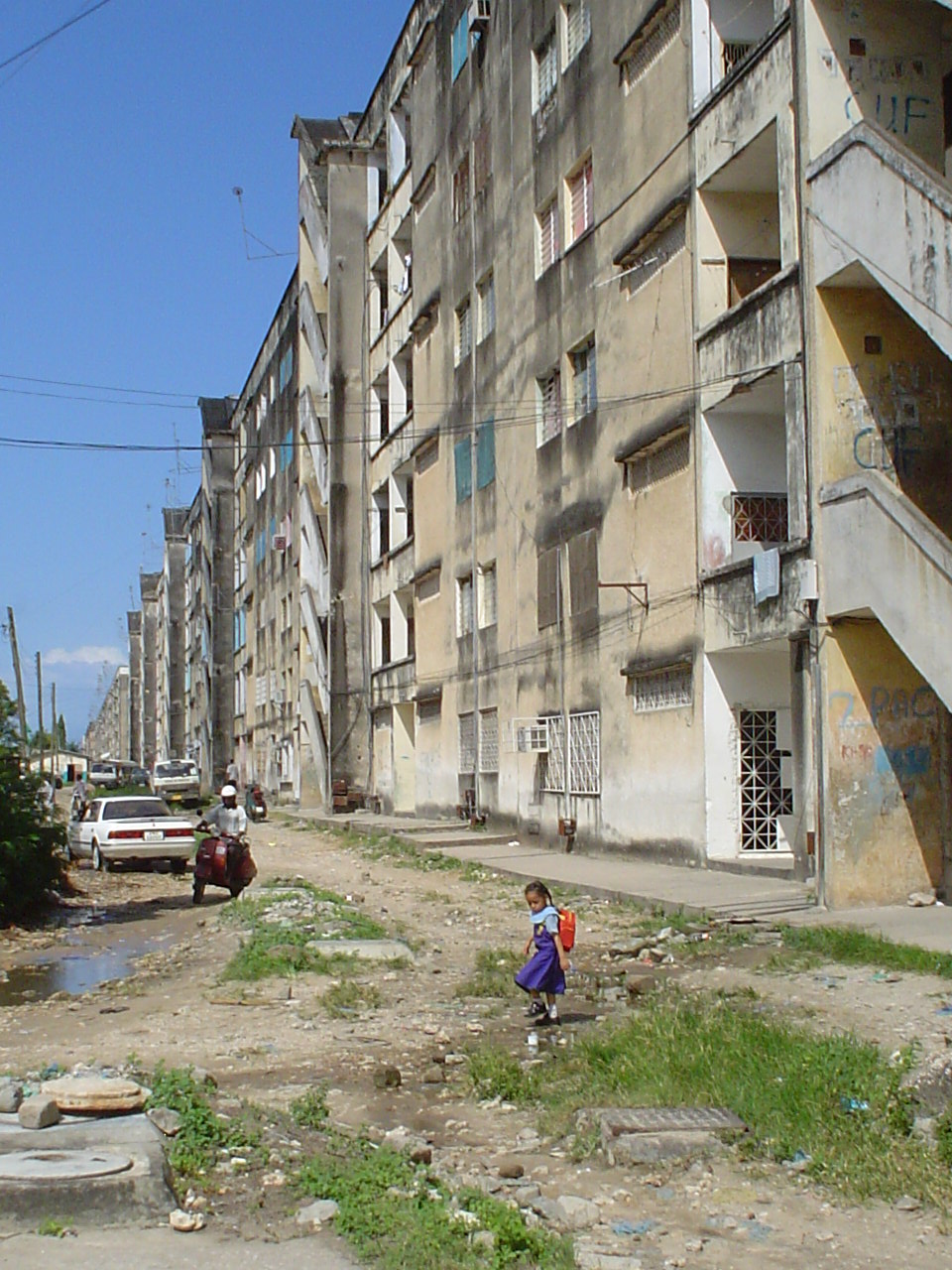
Житлові будинки Michenzani 1968 року на Занзібарі були частиною допомоги розвитку Східної Німеччини та принесли радянський стиль життя в сільську Африку. Квартири були непопулярні, і було побудовано лише 1102 із 9992 запланованих будинків (див. Ng'ambo). Вони все ще використовуються сьогодні, але є невдалим реліктом допомоги розвитку, керованої донорами (забезпеченням).

Існує багато дискусій щодо ефективності та можливих несприятливих наслідків допомоги розвитку.
Економісти-дисиденти, такі як Пітер Бауер і Мілтон Фрідман, стверджували в 1960-х роках, що допомога неефективна:
чудовий спосіб для переказу грошей від бідних людей у багатих країнах до багатих людей у бідних країнах.— Пітер Бауер
В економіці існують дві конкуруючі позиції щодо допомоги. Погляд про допомогу, підтриманий Джеффрі Саксом та Організацією Об’єднаних Націй, який стверджує, що іноземна допомога дасть великий поштовх, щоб розірвати пастку бідності з низьким рівнем доходу, в яку потрапили бідніші країни. З цієї точки зору допомога призначена для фінансування «основних вкладів у розвиток – вчителів, центрів охорони здоров’я, доріг, колодязів, медицини тощо». (Організація Об'єднаних Націй 2004).  І погляд, який скептично ставиться до наслідків допомоги, який підтримує Вільям Істерлі, який вказує на те, що допомога не довела ефективності після 40 років великих інвестицій в Африку. 

### Зниження підзвітності уряду країни-одержувача та національної демократії
Іноземна допомога може перешкоджати розвитку демократії в державах-реципієнтах, зменшуючи потребу урядів збирати податки з громадян, таким чином роблячи ці уряди більш автономними та менш чутливими до вимог громадян, тоді як громадяни, зі свого боку, мають меншу потребу висувати вимоги до Уряд.  Незважаючи на те, що міжнародна допомога зробила далекосяжні речі щодо розширення доступу до покращеного медичного обслуговування, покращення освіти та зменшення бідності та голоду, лише у 1997 році Світовий банк почав переглядати структуру своєї політики допомоги та почав використовувати її частини спеціально для розбудова державної спроможності країн-одержувачів допомоги.  У 2004 році США заснували Корпорацію «Виклики тисячоліття» для надання допомоги розвитку таким чином, щоб сприяти розвитку відповідальності країн-одержувачів і лише для країн із хорошою системою управління.  

### Корупція
Іноземна допомога заохочує пошук ренти, коли урядовці та лідери використовують своє становище та владу для збільшення особистого багатства без створення додаткового багатства за рахунок громадян. Більшість африканських лідерів і чиновників здатні накопичити величезні суми особистого багатства за рахунок отриманої іноземної допомоги — вони збагачуються самі і не використовують надану допомогу за призначенням.